# Григорович, Анатолий Фёдорович
Анато́лий Фёдорович Григоро́вич (1 мая 1907, Чумляк, Оренбургская губерния — 12 марта 1999, Челябинск) — советский промышленный деятель, отличник мукомольно-крупяной промышленности СССР (1953), заслуженный изобретатель и рационализатор технического совета Министерства заготовок СССР, персональное звание: советник заготовительной службы I ранга (1950).

## Биография
Анатолий Григорович матери лишился в раннем возрасте, а отца забрали воевать на Первую мировую войну, где он через год погиб. В девять лет мальчик ушел из родного дома и стал беспризорником. «Мать не помню, места рождения не знаю», — писал Анатолий Григорович в своих воспоминаниях.
В 1919 году, в 13 лет был отправлен в детский дом имени Луначарского в селе Чумляк Чумлякской волости Челябинского уезда Оренбургской губернии (или образованной 27 августа 1919 года Челябинской губернии), ныне село — административный центр Чумлякского сельсовета Щучанского района Щучанского района Курганской области, там дата рождения была записана как 1 мая 1907 года, а место рождения — Чумляк.
В детском доме провёл пять лет, овладел слесарным, токарным и кузнечным делами. В 1924 году поступил на работу слесарем на Челябинский завод имени Колющенко. Затем, по состоянию здоровья, в 1927 году переехал в город Троицк Челябинской области, где устроился токарем на Государственную мельницу № 196, что определило его последующую профессию.
Во время работы на мельнице поступил в вечернюю школу, в 1930 году — в Томский институт технологии зерна и муки (в 1939 году переведён в Москву, ныне Московский государственный университет пищевых производств) на мукомольный факультет. Уже в годы учёбы в вузе у Анатолия Григоровича появились первые авторские свидетельства. В 1935 году, по окончании института, он получил направление в Челябинск на «Мельзавод № 1» треста «Главмука», где работал инженером по производству, а с 1939 года стал работать на специально учреждённой должности «инженер-рационализатор». На этой должности работал в годы Великой Отечественной войны и после войны — до 1953 года. В этом году он был назначен главным инженером предприятия и работал на нём до 1967 года, когда вышел на пенсию. А. Ф. Григорович продолжил работу на комбинате консультантом по рационализации. В годы войны был секретарём партийной организации завода. «Мельзавод № 1» переименован в 1965 году в «Мелькомбинат № 2», с 1975 года — «Комбинат хлебопродуктов № 2», ныне — ОАО «КХП им. Григоровича».
В годы войны изобрёл походную мельницу, которую можно было бы перевозить на грузовике или на телеге. Она весила вместе с кожухом до 110 килограммов, могла перемолоть за сутки пять тонн зерна, работала от любого источника энергии. В 1942 году изобрёл зерносушилку, которая могла снижать влажность зерна на 10 процентов. Разработал мешкоподъемник, который за 1 час мог поднять 140 мешков, камнеотборник, механическую лопату, зернопульт. Всего получил 47 авторских свидетельств Комитета по делам изобретений и открытий при Совмине СССР.
Участник международной конференции сторонников мира (Москва, 1949).
Анатолий Фёдорович Григорович умер 12 марта 1999 года в городе Челябинске Челябинской области.

## Награды и звания
- Персональное звание: советник заготовительной службы I ранга, 1950 год[3].
- Лауреат Сталинской премии третьей степени, 1949 год, за разработку новых конструкций зерносушилок и сельскохозяйственных машин для очистки зерна.
- Заслуженный работник пищевой индустрии Российской Федерации, 1997 год.
- Медали, среди которых:
  - Медаль «За трудовую доблесть», 1946 год
  - Медаль «За доблестный труд в Великой Отечественной войне 1941—1945 гг.», 1946 год
- Заслуженный изобретатель и рационализатор технического совета Министерства заготовок СССР
- Отличник мукомольно-крупяной промышленности СССР, 1953 год
- Награжден малыми золотыми[4], серебряными и бронзовыми медалями ВДНХ СССР[2].
- С 20 ноября 1992 года, после акционирования, «Комбинат хлебопродуктов № 2» назывался открытое акционерное общество «Комбинат хлебопродуктов им. Григоровича» (ОАО «КХП им. Григоровича»)[2]. 30 апреля 2014 года общество ликвидировано путём реорганизации в форме преобразования в общество с ограниченной ответственностью «Объединение «Союзпищепром».

## Память
- 28 апреля 2001 года на стене административного корпуса комбината ему была открыта мемориальная доска, г. Челябинск, Мелькомбинат 2, 1-й участок, 37.

## Семья
Анатолий Фёдорович был женат. Дочь Тамара Анатольевна стала фармацевтом, дочь Светлана Анатольевна – преподаватель музыки, живет в Санкт-Петербурге.